# 斯蘭齊
59°07′N 28°05′E / 59.117°N 28.083°E

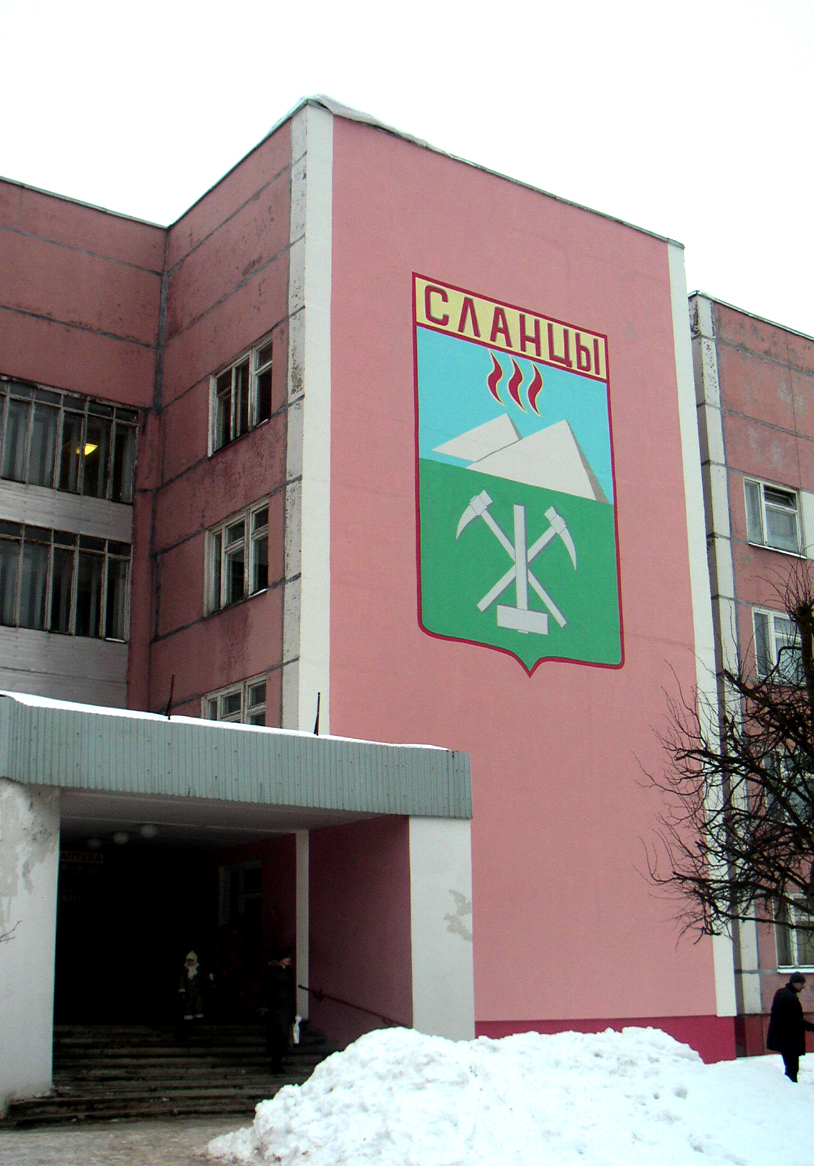
繪有市徽的建築物

斯蘭齊 （俄语：Сла́нцы）是俄羅斯列寧格勒州西部的一個城市，位於普柳薩河畔。2002年人口37,371人。
1934年建城，1949年設市。市名是俄語「油頁岩」的意思，昔日這裡是開採油頁岩的中心。